# أمين عام الأمم المتحدة
أمين عام الأمم المتحدة هو رئيس الأمانة العامة للأمم المتحدة، أحد الأجهزة الرئيسية للأمم المتحدة. يعد الأمين العام الحامل الرسمي لكلمة الأمم المتحدة، وقائدها الفعلي. الأمين العام الحالي هو أنطونيو غوتيريس من البرتغال. تقلد السيد غوتيريس منصبه في 1 يناير 2017.
هو أعلى منصب في الأمم المتحدة. هو عضو في الأمانة العامة لهيئة الأمم المتحدة. عادة ما يكون متحمل هذا المنصب يتحدث بطلاقة الإنجليزية و‌الفرنسية.

## التعيين
يعين الأمين العام للأمم المتحدة من قبل الجمعية العامة للأمم المتحدة بناء على توصية من مجلس الأمن، الأعضاء الدائمون في مجلس الأمن يمكنهم استخدام الفيتو للاعتراض على مرشح للمنصب. فترة تحمل المنصب محددة ب5 سنوات قابلة للتجديد. لحد اليوم، وباستثناء بطرس بطرس غالي الذي شغل المنصب لولاية واحدة، كل من تحمل منصب الأمين العام شغل منصبه لولايتين متتاليتين.

## المهمة
على الأمين العام للأمم المتحدة أن يكون محايدا أكثر ما يمكن، ولهذا دائما ما يكون الأمين العام للأمم المتحدة لا يحمل جنسية إحدى الدول الأعضاء الدائمة في مجلس الأمن.
في الفصل 15 من ميثاق الأمم المتحدة، ينفذ الأمين العام للأمم المتحدة كل ما يوكل إليه أو يطلب منه من قبل الجمعية العامة ومجلس الأمن والمجلس الاقتصادي والاجتماعي وكل هيئات الأمم المتحدة.
بصفته أعلى مسؤول في الأمم المتحدة، يمكن للأمين العام أن يستعمل منصبه وحيادته لمنع قيام أي أزمات أو معارك يمكن أن تشكل خطراً على السلم والأمن الدوليين، عادةً بجلب اهتمام مجلس الأمن.

## الأمناء العامون
الجدول أسفله يحتوي الأمناء العامين الذي شغلوا المنصب منذ إنشاء الأمم المتحدة في 25 يونيو 1945.
| الاسم | الصورة                 | الجنسية         | الفترة                         | الرابط على موقع الأمم المتحدة |
| ----- | ---------------------- | --------------- | ------------------------------ | ----------------------------- |
|       | غلادوين جيب (مؤقت)     | المملكة المتحدة | 24 أكتوبر 1945 –1 فبراير 1946  |                               |
|       | تريغفه لي              | النرويج         | 2 فبراير 1946- 10 نوفمبر 1952  | سيرته على موقع الأمم المتحدة  |
|       | داغ همرشولد            | السويد          | 10 أبريل 1953 – 18 سبتمبر 1961 | سيرته على موقع الأمم المتحدة  |
|       | يو ثانت                | بورما           | 30 نوفمبر 1961– 31 ديسمبر1971  | سيرته على موقع الأمم المتحدة  |
|       | كورت فالدهايم          | النمسا          | 1 يناير 1972 – 31 ديسمبر 1981  | سيرته على موقع الأمم المتحدة  |
|       | خافيير بيريز دي كوييار | بيرو            | 1 يناير 1982- 31 ديسمبر 1991   | سيرته على موقع الأمم المتحدة  |
|       | بطرس بطرس غالي         | مصر             | 1 يناير 1992 –31 ديسمبر 1996   | سيرته على موقع الأمم المتحدة  |
|       | كوفي أنان              | غانا            | 1 يناير 1997 – 31 ديسمبر 2006  | سيرته على موقع الأمم المتحدة  |
|       | بان كي مون             | كوريا الجنوبية  | 1 يناير 2007– 31 ديسمبر 2016   | سيرته على موقع الأمم المتحدة  |
|       | أنطونيو غوتيريس        | البرتغال        | 1 يناير 2017 – الآن            | سيرته على موقع الأمم المتحدة  |

## وصلات خارجية
- صفحة الأمين العام للأمم المتحدة - موقع الأمم المتحدة (بالعربية)